# Пороховой заговор в популярной культуре
Пороховой заговор в популярной культуре — отображение в различных произведениях культуры Порохового заговора, ставшего значительным событием в истории Англии.
Наиболее значимым из заговорщиков в народном воображении стал Гай Фокс, которому было поручено поджечь запал к взрывчатке, чтобы уничтожить обе палаты парламента во время тронной речи короля 5 ноября 1605 года.

## В литературе
Память о Пороховом заговоре обессмертило стихотворение-баллада, которое до сих пор читается во время празднования Ночи Гая Фокса:
Remember, remember the fifth of November,
Gunpowder treason and plot,
I see no reason why gunpowder treason
Should ever be forgot.
Guy Fawkes, Guy Fawkes,
It was his intent —
To blow up the King and the Parliament.
Three score barrels of powder below,
Poor old England to overthrow:
By God’s mercy he was catch’d
With a dark lantern and burning match.
Holloa, boys, make the bells ring.
Holloa, boys, God save the King!
Hip hip hoorah!
В 1626 году Джон Мильтон написал поэму In Quintum Novembris; в её публикациях 1645 и 1673 годов присутствуют пять эпиграмм на тему Порохового заговора.
Уильям Эйнсворт в 1841 году в историческом романе Guy Fawkes; or, The Gunpowder Treason описывает главного заговорщика.
В первой главе сказки Льюиса Кэрролла «Алиса в Зазеркалье» главная героиня говорит о планирующемся на следующий день праздновании Ночи Гая Фокса.
Образ Гая Фокса использован в графическом романе Алана Мура «V значит вендетта» (и его одноимённой экранизации). Главный герой, носящий маску Гая Фокса, протестует против тоталитарного режима будущего, взрывая важные муниципальные здания Лондона, в том числе и Парламент.
В дилогии «Искатели неба» Сергея Лукьяненко, написанной в жанре альтернативной истории, Пороховой заговор был удачно осуществлён и Британские острова были присоединены к Державе, аналогу Римской империи.
В серии романов о Гарри Поттере феникс Альбуса Дамблдора, директора школы чародейства и волшебства «Хогвартс», назван в честь Гая Фокса.
В романе «Мартин Чезлвит» Чарльза Диккенса говорится, что член семьи Чезлвит был вовлечен в Пороховой заговор.

## В театре
К началу XIX века образ Гая Фокса начал использоваться в пантомиме. 16 ноября 1835 года подобное представление Harlequin and Guy Fawkes: or, the 5th of November. В 1855 году пантомима Guy Fawkes, or a Match for a King была создана Albert Smith и William Hale.
Пьеса Guido Fawkes: or, the Prophetess of Ordsall Cave была поставлена Королевским театром Манчестера в июне 1840 года. Она же в 1923 году была снята на плёнку режиссёром Maurice Elvey в фильме Guy Fawkes с Matheson Lang в главной роли.
В августе 2005 года спектакль с названием «5/11» стал участником фестиваля Chichester Festival Theatre.
Пороховой заговор стал центральным мотивом спектакля Equivocation, написанного в 2009 году Bill Cain.

## В музыке и на радио
Мотив Порохового заговора прослеживается в песне Remember (1970) Джона Леннона, которая заканчивается словами «the fifth of November» и звуком взрыва.
6 ноября 2005 года в ознаменование 400-летия Порохового заговора BBC Radio 3 выпустила в эфир передачу The Gunpowder Plot. В этом же году BBC Radio 4 представила серию из пяти 15-минутных пьес разных драматургов, названную Gunpowder Women.
Тема Порохового заговора был озвучена в радиопередачах Би-би-си 5 ноября 2009 года и 6 ноября 2011 года.
У голландской хардкор группы Born From Pain в треке «Reap The Storm» в припеве звучат слова:
«Remember, remember the fifth of November,
 Gunpowder treason and plot,
 I see no reason why gunpowder treason
 Should ever be forgot.»

## В фильмах и ТВ
Маска Гая Фокса, использованная в комиксе, а позже и в фильме «V — значит вендетта», превратилась в интернет-мем и символ протестного движения, в частности, акции «Захвати Уолл-стрит». Дизайн маски разработал художник-иллюстратор Дэвид Ллойд в 1982 году.
Об этом событии был снят английский фильм «Заговор против короны» (2004).
В первой серии третьего сезона сериала «Шерлок» террористическая организация планировала 5 ноября взорвать парламент с помощью бомбы, заложенной в вагоне метро, оставленном в тоннеле, который проходит прямо под парламентом. Также в этой серии были и другие параллели с Пороховым заговором.
О Пороховом заговоре рассказывает британский мини-сериал «Порох» (2017).